# 이세계에서 복슬복슬을 쓰담쓰담하기 위해 노력 중입니다
이세계에서 복슬복슬을 쓰담쓰담하기 위해 노력 중입니다(異世界でもふもふなでなでするためにがんばってます。)는 히마와리가 쓴 소설 시리즈이다. 원래 2012년 11월 소설가가 되자 소설 게시 웹사이트에 게시된 이 시리즈는 나중에 후타바샤가 인수했으며, 후타바샤는 2016년 7월 "M Novels f" 각인으로 키오우란(Kiouran)의 일러스트레이션으로 시리즈를 출판하기 시작했다. 2023년 7월 기준 15권이 발매되었다. 다카가미 유리코의 일러스트를 사용한 만화 각색은 2017년 11월부터 후타바샤의 가우가우 몬스터 만화 웹사이트에서 연재를 시작했다. 2023년 4월 기준 시리즈의 개별 장이 11권으로 수집되었다. 2024년 1월부터 3월까지 TV 애니메이션 시리즈로 방영되었다.

## 개요
27세의 오피스 레이디 아키츠 미도리는 집에 돌아온 직후 과로로 인해 돌연 사망한다. 그녀의 인생에서 그녀의 가장 큰 열정은 푹신한 동물을 만지고 쓰다듬는 것이었다. 그녀의 갑작스런 죽음 이후, 신은 그녀의 소원이 이루어질 다른 세계에서 그녀를 복원하겠다고 제안한다.
미도리는 인간과 환상적인 생물들이 살고 있는 아스딜론의 세계에서 네펠티마 오스페(줄여서 네마)라는 귀족 출신의 어린 소녀로 다시 태어난다. 그러나 인간은 인간이 아닌 동거인을 폭력적으로 차별하므로, 신께서는 그들이 멸망받아 마땅한지 아닌지를 결정하는 선택권을 그녀에게 맡겼다. 그는 네마에게 인간이 아닌 존재의 애정을 끌어들이는 능력을 부여하고, 그녀는 이를 사용하여 수많은 동물과 신화 속 생물과 친구가 된다.